# Sportclub Brühl Sankt Gallen 2019-2020
Questa voce raccoglie le informazioni riguardanti il Sportclub Brühl Sankt Gallen nelle competizioni ufficiali della stagione 2019-2020.

## Stagione
Nella stagione 2019-2020 il Brühl, allenato da Heris Stefanachi, concluse il campionato di Promotion League al 7º posto.

## Rosa
| N. |                     | Ruolo | Calciatore         |
| -- | ------------------- | ----- | ------------------ |
| 2  | Svizzera (bandiera) | D     | Eric Gülünay       |
| 3  | Messico (bandiera)  | C     | Josip Lovakovic    |
| 4  | Brasile (bandiera)  | D     | Átila              |
| 5  | Svizzera (bandiera) | A     | Elia Rosalen       |
| 6  | Svizzera (bandiera) | C     | Claudio Holenstein |
| 7  | Svizzera (bandiera) | C     | Raphael Huber      |
| 8  | Svizzera (bandiera) | C     | Dennis Vanin       |
| 9  | Svizzera (bandiera) | A     | Nicolas Eberle     |
| 10 | Svizzera (bandiera) | C     | Ajet Sejdija       |
| 10 | Germania (bandiera) | A     | Alessandro Riedle  |
| 11 | Svizzera (bandiera) | A     | Nico Abegglen      |
| 12 | Svizzera (bandiera) | D     | Kenzo Schällibaum  |
| 13 | Svizzera (bandiera) | C     | Christoph Gebert   |
| 14 | Svizzera (bandiera) | D     | Filip Degen        |
| 15 | Svizzera (bandiera) | D     | Serkan Izmirlioglu |
| 16 | Croazia (bandiera)  | A     | Darko Anic         |

| N. |                     | Ruolo | Calciatore        |
| -- | ------------------- | ----- | ----------------- |
| 17 | Svizzera (bandiera) | A     | Demian Titaro     |
| 18 | Kosovo (bandiera)   | C     | Lirim Shala       |
| 19 | Italia (bandiera)   | C     | Willy Pizzi       |
| 20 | Svizzera (bandiera) | D     | Loris Pellegatta  |
| 21 | Svizzera (bandiera) | C     | Marco Franin      |
| 22 | Svizzera (bandiera) | A     | Patrick Sutter    |
| 23 | Svizzera (bandiera) | P     | Deivid Gomes      |
| 23 | Albania (bandiera)  | P     | Arianit Lazraj    |
| 24 | Svizzera (bandiera) | P     | Alban Berisha     |
| 25 | Svizzera (bandiera) | D     | Sanijel Kucani    |
| 27 | Kosovo (bandiera)   | C     | Lulzim Salija     |
| 31 | Serbia (bandiera)   | D     | Nikola Torlakovic |
| 31 | Svizzera (bandiera) | C     | Uroš Marković     |
| 32 | Svizzera (bandiera) | D     | Claudio Bissegger |
| 32 | Svizzera (bandiera) | C     | Justin Serifoski  |
|    | Svizzera (bandiera) | P     | Gianluca Tolino   |

## Organigramma societario
Area tecnica
- Allenatore: Heris Stefanachi
- Allenatore in seconda: Alexandre de Freitas
- Preparatore dei portieri:
- Preparatori atletici:

## Calciomercato

### Sessione estiva
| Acquisti | Acquisti | Acquisti | Acquisti |
| R.       | Nome     | da       | Modalità |
| -------- | -------- | -------- | -------- |

| Cessioni | Cessioni | Cessioni | Cessioni |
| R.       | Nome     | a        | Modalità |
| -------- | -------- | -------- | -------- |

### Sessione invernale
| Acquisti | Acquisti | Acquisti | Acquisti |
| R.       | Nome     | da       | Modalità |
| -------- | -------- | -------- | -------- |

| Cessioni | Cessioni | Cessioni | Cessioni |
| R.       | Nome     | a        | Modalità |
| -------- | -------- | -------- | -------- |

## Risultati

### Promotion League
| Arbitro: | Grundbacher |

|           |           |                         |
| Kasai 90’ | Marcatori | 62’ Huber 85’ Šabanović |

| Arbitro: | von Mandach |

|                            |           |                           |
| Abegglen 45’ Šabanović 69’ | Marcatori | 31’ Seferagic 64’ Pereira |

| Arbitro: | Dégallier |

|  |           |               |
|  | Marcatori | 90’ Šabanović |

| Arbitro: | Ljatifi |

|                        |           |                        |
| Abegglen 68’ Pizzi 86’ | Marcatori | 46’ Bancessi 81’ Kubli |

| Arbitro: | Huwiler |

|                          |           |  |
| Boussaha 45’ Mettler 90’ | Marcatori |  |

| Arbitro: | Hänggi |

|                         |           |              |
| Pizzi 11’ Anic 62’, 89’ | Marcatori | 79’ Erzinger |

| Arbitro: | Ovcharov |

|  |           |                                   |
|  | Marcatori | 17’ (rig.), 56’ Riedle 70’ Titaro |

| Arbitro: | Rothenfluh |

|           |           |  |
| Kutlu 70’ | Marcatori |  |

| Arbitro: | Thies |

|                                 |           |             |
| Átila 22’ Sutter 37’ Salija 90’ | Marcatori | 32’ Bunjaku |

| Arbitro: | Grundbacher |

|                      |           |                                  |
| Wicht 28’ Herger 38’ | Marcatori | 9’ Shala 67’ Kucani 76’ Abegglen |

| Arbitro: | Hänggi |

|            |           |                                    |
| Titaro 12’ | Marcatori | 3’, 5’, 45’ Cortelezzi 39’ Melazzi |

| Arbitro: | Odiet |

|                                                      |           |            |
| Qarri 47’ Gomes 73’ Escorza 78’ Silva 86’ Nsiala 90’ | Marcatori | 75’ Riedle |

| Arbitro: | Schärli |

|                  |           |                                            |
| Abegglen 5’, 21’ | Marcatori | 54’ Caslei 55’ Ninte 64’ Neün 90’ Peyretti |

| Arbitro: | Hürlimann |

|  |           |                            |
|  | Marcatori | 51’ Abegglen 65’, 67’ Anic |

| Arbitro: | Gianforte |

|           |           |                           |
| Pizzi 10’ | Marcatori | 27’ Fischer 90’ Ouedraogo |

| Arbitro: | Bannwart |

|               |           |           |
| Anic 11’, 51’ | Marcatori | 83’ Kasai |

| Arbitro: | Rosset |

|                                                         |           |                     |
| Šabanović 8’, 69’ Pereira 67’ Teixeira 73’ Trachsel 90’ | Marcatori | 27’ Anic 57’ Riedle |

| 29 febbraio 2020, ore CET 18ª giornata | Brühl | – non disputata | Breitenrain |  |

| 8 marzo 2020, ore CET 19ª giornata | Rapperswil-Jona | – non disputata | Brühl |  |

| 14 marzo 2020, ore CET 20ª giornata | Brühl | – non disputata | Étoile Carouge |  |

| 22 marzo 2020, ore CET 21ª giornata | Münsingen | – non disputata | Brühl |  |

| 28 marzo 2020, ore CET 22ª giornata | Brühl | – non disputata | Bavois |  |

| 4 aprile 2020, ore CEST 23ª giornata | Brühl | – non disputata | Sion II |  |

| 11 aprile 2020, ore CEST 24ª giornata | Basilea II | – non disputata | Brühl |  |

| 18 aprile 2020, ore CEST 25ª giornata | Brühl | – non disputata | Cham |  |

| 26 aprile 2020, ore CEST 26ª giornata | Bellinzona | – non disputata | Brühl |  |

| 2 maggio 2020, ore CEST 27ª giornata | Brühl | – non disputata | Stade Nyonnais |  |

| 9 maggio 2020, ore CEST 28ª giornata | Yverdon | – non disputata | Brühl |  |

| 16 maggio 2020, ore CEST 29ª giornata | Brühl | – non disputata | Köniz |  |

| 23 maggio 2020, ore CEST 30ª giornata | Black Stars Basilea | – non disputata | Brühl |  |

## Statistiche

### Statistiche di squadra
| Competizione     | Punti | In casa | In casa | In casa | In casa | In casa | In casa | In trasferta | In trasferta | In trasferta | In trasferta | In trasferta | In trasferta | Totale | Totale | Totale | Totale | Totale | Totale | DR |
| Competizione     | Punti | G       | V       | N       | P       | Gf      | Gs      | G            | V            | N            | P            | Gf           | Gs           | G      | V      | N      | P      | Gf     | Gs     | DR |
| ---------------- | ----- | ------- | ------- | ------- | ------- | ------- | ------- | ------------ | ------------ | ------------ | ------------ | ------------ | ------------ | ------ | ------ | ------ | ------ | ------ | ------ | -- |
| Promotion League | 26    | 8       | 3       | 2       | 3       | 16      | 17      | 9            | 5            | 0            | 4            | 15           | 16           | 17     | 8      | 2      | 7      | 31     | 33     | -2 |
| Totale           | 26    | 8       | 3       | 2       | 3       | 16      | 17      | 9            | 5            | 0            | 4            | 15           | 16           | 17     | 8      | 2      | 7      | 31     | 33     | -2 |

### Andamento in campionato
| Giornata  | 1 | 2 | 3 | 4 | 5 | 6 | 7 | 8 | 9 | 10 | 11 | 12 | 13 | 14 | 15 | 16 | 17 |
| --------- | - | - | - | - | - | - | - | - | - | -- | -- | -- | -- | -- | -- | -- | -- |
| Luogo     | T | C | T | C | T | C | T | T | C | T  | C  | T  | C  | T  | C  | C  | T  |
| Risultato | V | N | V | N | P | V | V | P | V | V  | P  | P  | P  | V  | P  | V  | P  |
| Posizione | 4 | 4 | 3 | 3 | 6 | 3 | 2 | 3 | 2 | 2  | 2  | 5  | 6  | 4  | 6  | 6  | 7  |

Legenda:

Luogo: C = Casa; T = Trasferta. Risultato: V = Vittoria; N = Pareggio; P = Sconfitta.

### Statistiche dei giocatori
| N. Abegglen    | 11 | 6 | 1 | 0 |
| P. Albrecht    | 0  | 0 | 0 | 0 |
| D. Anic        | 11 | 7 | 0 | 0 |
| A. Berisha     | 4  | 0 | 0 | 0 |
| C. Bissegger   | 1  | 0 | 0 | 0 |
| F. Degen       | 0  | 0 | 0 | 0 |
| N. Eberle      | 8  | 0 | 0 | 0 |
| M. Franin      | 14 | 0 | 4 | 0 |
| C. Gebert      | 4  | 0 | 0 | 1 |
| D. Gomes       | 0  | 0 | 0 | 0 |
| E. Gülünay     | 1  | 0 | 0 | 0 |
| C. Holenstein  | 14 | 0 | 4 | 0 |
| R. Huber       | 11 | 1 | 1 | 0 |
| S. Izmirlioglu | 17 | 0 | 3 | 0 |
| S. Kucani      | 16 | 1 | 1 | 0 |
| A. Lazraj      | 13 | 0 | 0 | 0 |
| J. Lovakovic   | 8  | 0 | 3 | 0 |
| U. Marković    | 0  | 0 | 0 | 0 |
| L. Pellegatta  | 5  | 0 | 1 | 0 |
| W. Pizzi       | 17 | 3 | 3 | 0 |
| A. Riedle      | 13 | 4 | 0 | 0 |
| E. Rosalen     | 0  | 0 | 0 | 0 |
| L. Salija      | 13 | 1 | 3 | 0 |
| K. Schällibaum | 8  | 0 | 1 | 0 |
| A. Sejdija     | 0  | 0 | 0 | 0 |
| J. Serifoski   | 0  | 0 | 0 | 0 |
| L. Shala       | 9  | 1 | 1 | 0 |
| P. Sutter      | 13 | 1 | 0 | 0 |
| D. Titaro      | 13 | 2 | 0 | 0 |
| G. Tolino      | 0  | 0 | 0 | 0 |
| N. Torlakovic  | 1  | 0 | 0 | 0 |
| D. Vanin       | 9  | 0 | 4 | 0 |
| A. Vujić       | 0  | 0 | 0 | 0 |
| Á. Átila       | 16 | 1 | 7 | 0 |
| S. Šabanović   | 5  | 3 | 1 | 0 |